# Naima al-Said
Naima al-Said var en irakisk feminist.
Hon var gift med premiärminister Nuri as-Sa'id.
Hon blev 1923 en av grundarna av Iraks första kvinnoorganisation, Women's Awakening Club, och blev dess vice ordförande.
Hon sade på en av dess första möten: 
"It is clear that a nation cannot achieve progress unless men and women cooperate, and women can not help men unless they are educated... Some people i the east mistakenly consider women to be incapable of undertaking any useful projects... I hope we can prove by the success of this Club the fallacy of such thinking."